# Odontophorus melanonotus
Odontophorus melanonotus là một loài chim trong họ Odontophoridae.
Nó được tìm thấy trong Colombia và Ecuador. Môi trường sống tự nhiên của nó là rừng núi ẩm nhiệt đới hoặc cận nhiệt đới. Nó bị đe dọa bởi mất nơi sống.